# Episodi de L'ispettore Derrick (nona stagione)
La nona stagione della serie televisiva L'ispettore Derrick, composta da 9 episodi, è stata trasmessa in Germania nel 1982 sul canale ZDF.
| nº Prima TV Germania | nº Produzione | nº Stagione x nº Episodio | Titolo originale             | Titolo italiano                  | Prima TV Germania | Prima TV Italia   | Anno Produzione |
| -------------------- | ------------- | ------------------------- | ---------------------------- | -------------------------------- | ----------------- | ----------------- | --------------- |
| 90                   | 84            | 09x01                     | Eine Rose im Müll            | Un ragazzo di nome Michael       | 22 gennaio 1982   | 14 settembre 1983 | 1981            |
| 91                   | 91            | 09x02                     | Eine Falle für Derrick       | Una trappola per Derrick         | 5 marzo 1982      | 5 novembre 1983   | 1981            |
| 92                   | 92            | 09x03                     | Nachts in einem fremden Haus | Di notte in una casa sconosciuta | 2 aprile 1982     | 21 settembre 1983 | 1981            |
| 93                   | 93            | 09x04                     | Die Fahrt nach Lindau        | Viaggio a Lindau                 | 14 maggio 1982    | 30 settembre 1983 | 1981            |
| 94                   | 94            | 09x05                     | Ein Fall für Harry           | Un caso per Harry                | 9 luglio 1982     | 9 novembre 1983   | 1981            |
| 95                   | 95            | 09x06                     | Das Alibi                    | L'alibi                          | 20 agosto 1982    | 14 febbraio 1985  | 1981            |
| 96                   | 96            | 09x07                     | Hausmusik                    | Musica da camera                 | 17 settembre 1982 | 23 gennaio 1985   | 1981            |
| 97                   | 97            | 09x08                     | Der Mann aus Kiel            | L'uomo di Kiel                   | 15 ottobre 1982   | 22 gennaio 1985   | 1982            |
| 98                   | 98            | 09x09                     | Ein unheimliches Erlebnis    | Un figlio diverso                | 10 dicembre 1982  | 16 gennaio 1985   | 1982            |

## Un ragazzo di nome Michael
- Titolo originale: Eine Rose im Müll
- Diretto da: Günter Gräwert
- Scritto da: Herbert Reinecker
- Interpreti:[1] Horst Tappert - Stephan Derrick, Fritz Wepper - Harry Klein, Willy Schäfer - Willy Berger, Beatrice Richter - Marion Diebach, Diana Körner - Elena Grobmüller, Bernd Herberger - Michael Rothaupt, Hans Häckermann - Andreas Minge, Renate Grosser - Maria Minge, Charles Brauer- Riebold

### Trama
Quando è calato il sole Marion Diebach è una giovane donna che, senza avere una meta precisa, fa l'autostop a bordo di una strada dove passano soprattutto camion. Viene fatta salire da Michael, un giovane che ha la stessa età di Marion. A bordo del camion i due si mettono a chiacchierare e instaurano presto amicizia. All'improvviso Michael viene chiamato via radio da una donna. Quindi dice alla ragazza che, per alcuni chilometri deve proseguire da solo. La fa scendere in una locanda, promettendole che tornerà entro pochi minuti. Le dice inoltre che il suo zaino può restare a bordo del camion. Passa il tempo e Michael non si fa più vedere. Marion entra nella locanda raccontando la storia al proprietario, il quale, prendendola a simpatia, le offre un pasto frugale e una camera per riposarsi. Poco dopo al di fuori della locanda si sente il rumore di camion, che però parte subito, e viene ritrovato lo zaino. Alcuni giorni dopo Marion incontra l'ispettore Derrick in una caffetteria di Monaco dove le racconta questa vicissitudine.

## Una trappola per Derrick
- Titolo originale: Eine Falle für Derrick
- Diretto da: Theodor Grädler
- Scritto da: Herbert Reinecker
- Interpreti:[2] Horst Tappert - Stephan Derrick, Fritz Wepper - Harry Klein, Willy Schäfer - Willy Berger, Cornelia Froboess - Maria Roth, Traugott Buhre - Ludenke padre, Joachim Wichmann - signor Baumann, Inge Birrkmann - signora Mommsen, Thomas Piper - signor Mühlau, Werner Kreindl - Procuratore, Hans Georg Pnczak - Ludenke figlio, Walter Doppler - Mommsen figlio, Rudolf Wessely - signor Kramer

### Trama
A tarda sera, quando è appena tornato dal lavoro, Derrick riceve una telefonata misteriosa. Dall'altro capo del telefono una voce femminile sussurra di avere importanti informazioni sul caso Ludenke e chiede di vederlo di persona in un'osteria. Derrick si reca al luogo prestabilito, aspetta per oltre un'ora, ma non arriva nessuno. Quindi torna a casa. Il giorno dopo Derrick viene accusato di aver investito un ciclista in piena notte proprio nelle vicinanze di quell'osteria.

## Di notte in una casa sconosciuta
- Titolo originale: Nachts in einem fremden Haus
- Diretto da: Helmuth Ashley
- Scritto da: Herbert Reinecker
- Interpreti:[3] Horst Tappert - Stephan Derrick, Fritz Wepper - Harry Klein, Willy Schäfer - Willy Berger, Heinz Bennent - Dottor Stoll, Marilene von Bethmann - signa Baum, Thomas Astan - Erich Steuber, Susanne Beck - Hilde Stettner, Stefan Behrens - Werner Stettner, Ullrich Haupt - Dottor Hansen, Hans Quest - Professor Jahn, Edith Schneider - Avvocato Nolde, Michael Gahr - poliziotto

### Trama
I coniugi Stettner stanno tornando da una festa in auto. All'improvviso si buca la ruota dell'auto. I due Stettner, alla ricerca di un telefono per chiamare un tassì, bussano alla porta di una villa nelle vicinanze dove si è fermata l'auto. Benché la porta di casa sia aperta e le luci di casa siano accese nessuno risponde. Entrano un po' furtivamente continuando a chiamare. Nella biblioteca trovano il cadavere di un uomo. In quello stesso momento un'autovettura esce dal garage in tutta fretta. Gli Stettner trovano casualmente Derrick e Klein spiegando il fatto. I quattro si recano nella villa, però, rispetto a un'ora prima, sembra tutto normale.

## Viaggio a Lindau
- Titolo originale: Die Fahrt nach Lindau
- Diretto da: Alfred Vohrer
- Scritto da: Herbert Reinecker
- Interpreti:[4] Horst Tappert - Stephan Derrick, Fritz Wepper - Harry Klein, Willy Schäfer - Willy Berger, Klausjürgen Wussow - Martin Gericke, Lotte Ledl - Wilma Gericke, Ekkehardt Belle - Malte Gericke, Anne Bennent - Mona Gericke, Sissy Höfferer - Ricarda Beck, Klaus Herm - signor Wörner, Heinz Ehrenfreund - Albert Roor

### Trama
Il finanziere Martin Gericke riceve continuamente, per via telefonica, minacce di morte, però sembra non dar più di tanto peso nonostante la preoccupazione dei suoi familiari. Quindi Gericke parte per Lindau per incontrare alcuni uomini d'affari di Zurigo. Alcune ore dopo essere partito dall'ufficio la sua macchina viene trovata distrutta da un incendio e crivellata di proiettili. All'interno il corpo carbonizzato di un uomo con alcuni effetti personali di Gericke.

## Un caso per Harry
- Titolo originale: Ein Fall für Harry
- Diretto da: Zbyněk Brynych
- Scritto da: Herbert Reinecker
- Interpreti:[5] Horst Tappert - Stephan Derrick, Fritz Wepper - Harry Klein, Willy Schäfer - Willy Berger, Karl Lieffen - Heinrich Gruga, Irina Wanka - Herta Klinger, Ida Krottendorf - signora Klinger, Karl Renar - signor Klinger, Sven-Eric Bechtolf - Richard Klinger, Markus Klimmek - Walter Klinger, Sepp Wäsche - Bennecke

### Trama
Alla stazione dei treni Harry Klein saluta Stephan Derrick che sta partendo per la settimana bianca. Quando ritorna in auto riceve la chiamata da Berger il quale gli comunica che è avvenuto un omicidio, nella villa di Heinrich Gruga, durante la rapina di oggetti di valore. L'uomo assassinato è Bennecke, maggiordomo di Gruga, il quale nel tentativo di fermare i rapinatori, è stato ucciso nella colluttazione. Klein inizia le indagini. Nel frattempo Gruga ha già sostituito Bennecke con la bella e timida Herta Klinger.

## L'alibi
- Titolo originale: Das Alibi
- Diretto da: Alfred Vohrer
- Scritto da: Herbert Reinecker
- Interpreti:[6] Horst Tappert - Stephan Derrick, Fritz Wepper - Harry Klein, Willy Schäfer - Willy Berger, Dietlinde Turban - Martina Busse, Elfriede Kuzmany - Rotraut Liebermann, Eckhard Heise - Rudolf Hasse, Ekkehardt Belle - Horst Kluge, Petra Verena Milchert - Hanna Wedekind, Johanna Elbauer - Grit Hess, Lambert Hamel - avvocato Schumann, Pia Hänggi - Ursula Berhold, Karl-Heinz von Liebezeit - Ulrich Schumann, Tilly Lauenstein - padrona di casa, Robert Atzorn - Lehrer, Ilse Künkele - donna delle pulizie

### Trama
In piena notte, mentre sta tornando a casa in auto, Harry Klein nota a bordo della strada una giovane donna in stato pietoso. Mentre la accompagna a casa l chiede se ha bisogno di un dottore, ma lei rifiuta. Il giorno dopo Harry va a trovarla ma viene rinvenuta morta. La ragazza, che si chiamava Martina Brasse, studentessa dell'accademia di belle arti, si è suicidata. Harry vuole capire cosa fosse successo la sera precedente.

## Musica da camera
- Titolo originale: Hausmusik
- Diretto da: Alfred Weidemann
- Scritto da: Herbert Reinecker
- Interpreti:[7] Horst Tappert - Stephan Derrick, Fritz Wepper - Harry Klein, Willy Schäfer - Willy Berger, Wolfgang Reichmann - Wilhelm Dettmers, Doris Schade - signora Dettmers, Sky Dumont - Berthold Dettmers, Ute Willing - Anita Dettmers, Till Topf - Rudolf Dettmers, Franziska Bronnen - Lena Schärer, Dirk Galuba - Andreas Kober

### Trama
Berthold Dettmers, un giovane di ventotto anni, viene investito da un'auto pirata mentre esce di casa. Un testimone afferma che il fatto era intenzionale. Berthold Dettmers era uno spacciatore di eroina che viveva nel lusso. In società con il pericoloso Andreas Kober, Berthold era una persona priva di scrupoli tanto che ha rovinato la sua famiglia vendendo l'eroina ai due fratelli. Prima che Berthold abbracciasse la carriera criminale, i Dettmers erano una bella famiglia; tutti i componenti suonavano uno strumento musicale e amavano la musica classica.

## L'uomo di Kiel
- Titolo originale: Der Mann aus Kiel
- Diretto da: Alfred Vohrer
- Scritto da: Herbert Reinecker
- Interpreti:[8] Horst Tappert - Stephan Derrick, Fritz Wepper - Harry Klein, Willy Schäfer - Willy Berger, Edwin Marian - Karl Waginger, Heidelinde Weis - Dora Korin, Kristina Nel - Maria Korin, Peter Pasetti - Georg Korin, Hans-Jürgen Schatz - Ulrich Korin, Ingeborg Lapsien - signora Henseler, Alf Marholm - Dottor Bruhns, Helen Vita - proprietaria della pensione

### Trama
Karl Waginger è appena arrivato in treno a Monaco di Baviera. Originario di Kiel, è da poco uscito di carcere per una condanna di furto di brillanti. Si stabilisce in una modesta pensione nei pressi della stazione ferroviaria. Contatta la moglie Dora chiedendo di vederla. Dora è un'attrice teatrale famosa ed è sposata con il ricco Georg Korin, sebbene non abbia mai divorziato da Waginger. Quando Dora si reca nella pensione, Waginger la accusa di essere bigama e pretende di trasferirsi nella casa dei Korin. Waginger si fa assumere dai Korin come giardiniere-autista. Il giorno stesso Georg viene trovato morto in giardino.

## Un figlio diverso
- Titolo originale: Ein unheimliches Erlebnis
- Diretto da: Theodor Grädler
- Scritto da: Herbert Reinecker
- Interpreti:[9] Horst Tappert - Stephan Derrick, Fritz Wepper - Harry Klein, Willy Schäfer - Willy Berger, Agnes Fink - signora Engler, Michael Wittenborn - Udo Engler, Pascal Breuer - Berti Engler, Viola Seth - Gisela Engler, Claus Biederstaedt - Answald Hohner, Louise Martini - Anita Schneider, Dirk Dautzenberg - Egon Schuster, Dieter Eppler - Immel, Anita Höfer - signora Simon - Siegurd Fitzek - Andreas Kuhn, Holger Petzold - Ralf Schneider

### Trama
Durante una cena aziendale i coniugi Anita e Ralf Schneider litigano all'esterno del locale. Lei vuole tornare a casa, ma il marito si tiene le chiavi. Poco distante dai due, Answald Hohner assiste alla scena e, una volta che il marito se n'è andato, si offre per accompagnare a casa la donna. Hohner fa continui complimenti alla signora, quindi si offre di portarla in un luogo appartato. Arrivano nei pressi di una fabbrica di metalli, ma vengono aggrediti da tre malviventi che li costringono a portare in ospedale un loro complice gravemente ferito. Durante il percorso il ferito muore, così Answald e Anita decidono di lasciarlo sopra una panchina di un parco pubblico. Il mattino seguente viene rinvenuto il cadavere. Si tratta di Josef Engler, il quale era un esperto scassinatore e Derrick lo conosceva da ben venti anni. Engler era sposato con tre figli. Udo, il maggiore dei tre, è uno studente modello che frequenta il corso di germanistica all'Università di Heidelberg, quindi di tutt'altra pasta rispetto al padre.